# Associazione Sportiva Andria BAT 2009-2010
Questa pagina raccoglie le informazioni riguardanti l'Associazione Sportiva Andria BAT nelle competizioni ufficiali della stagione 2009-2010.

## Rosa
| N. |                           | Ruolo | Calciatore          |
| -- | ------------------------- | ----- | ------------------- |
|    | Italia (bandiera)         | A     | Luigi Anaclerio     |
|    | Italia (bandiera)         | C     | Antonio Bellavista  |
|    | Italia (bandiera)         | D     | Errico Braca        |
|    | Italia (bandiera)         | D     | Luca Ceppitelli     |
|    | Brasile (bandiera)        | C     | Lucas Chiaretti     |
|    | Italia (bandiera)         | C     | Antonio D'Allocco   |
|    | Italia (bandiera)         | A     | Davide Dionigi      |
|    | Italia (bandiera)         | D     | Luigi Di Simone     |
|    | Costa d'Avorio (bandiera) | C     | Almamy Doumbia      |
|    | Italia (bandiera)         | C     | Francesco Giorgetti |
|    | Italia (bandiera)         | D     | Paolo Goisis        |
|    | Italia (bandiera)         | C     | Alfonso Iennaco     |
|    | Italia (bandiera)         | A     | Giuseppe Lacarra    |
|    | Italia (bandiera)         | A     | Denis Maccan        |

| N. |                    | Ruolo | Calciatore               |
| -- | ------------------ | ----- | ------------------------ |
|    | Italia (bandiera)  | C     | Daniel Alfredo Margarita |
|    | Italia (bandiera)  | A     | Mattia Mastrolilli       |
|    | Italia (bandiera)  | P     | Luigi Mennella           |
|    | Brasile (bandiera) | C     | Adriano Mezavilla        |
|    | Italia (bandiera)  | D     | Nicholas Nicolao         |
|    | Italia (bandiera)  | C     | Pasquale Ottobre         |
|    | Italia (bandiera)  | C     | Andrea Paolucci          |
|    | Italia (bandiera)  | D     | Luca Pierotti            |
|    | Italia (bandiera)  | D     | Dario Alberto Polverini  |
|    | Italia (bandiera)  | D     | Marco Pomante            |
|    | Italia (bandiera)  | C     | Salvatore Rizzi          |
|    | Italia (bandiera)  | D     | Lorenzo Sibilano         |
|    | Italia (bandiera)  | P     | Vitangelo Spadavecchia   |
|    | Francia (bandiera) | A     | Ousmane Sy               |